# Колесников, Сергей Алексеевич
Сергей Алексеевич Колесников (16 сентября 1890, Богородицк, Тульская губерния — 1943, Орск, Чкаловская область) — советский партийный и государственный деятель, один из организаторов установления Советской власти в Рязанской губернии. Член Рязанского Совета рабочих депутатов (1917) — губернский комиссар труда (1918). Первый председатель губернского совета профсоюзов. Делегат XVII Всероссийского съезда Советов и X съезда РКП(б).

## Биография
Родился в семье крестьянина. Вскоре после его рождения семья переехала в село Чернаву Скопинского уезда Рязанской губернии. Впоследствии Сергей Алексеевич своей настоящей родиной считал именно Чернаву, где родился и его отец.
В 1902 году окончил первый класс двухклассного сельского училища в Чернаве. В 1906 году уехал в Москву, работал в типографии. Участвовал в забастовках, выполнял партийные поручения (член правления и казначей Московского профессионального союза печатников; готовил собрания рабочих, печатал большевистские листовки). В 1913 году вступил в РСДРП.
Спасаясь от жандармского преследования, уехал в Ярославль. 25 февраля 1914 года был арестован «за активную революционную деятельность», лишён права жительства в 67 городах России и 20 августа 1914 года выслан в Рязань на три года. Жил в доме В. И. Туркина в Ново-Александровской пригородной слободе Рязани, работал в типографии Рычагова (ул. Соборная), затем в типографии Худоровского (подвальный этаж гостиницы Ланина).
Включившись в политическую работу, по заданию С. П. Середы вёл агитационно-пропагандистскую работу среди рабочих завода Анонимного общества; сотрудничал с Н. И. Чачиным, Н. Н. Лопуховым, В. А. Балакиным, Н. В. Масалковым, Н. Г. Годуновым. Летом 1915 года по инициативе большевиков, в том числе и С. А. Колесникова, на заводе Анонимного общества была открыта больничная касса, оказывающая помощь рабочим.
После победы Февральской революции печатал листовки, прокламации, обращения, распространял Программу РСДРП(б), привезённую в Рязань Юлией и Виктором Шульгиными. 3 марта 1917 года избран членом Совета рабочих депутатов Рязани и членом его президиума (вместе с С. П. Середой и А. С. Сыромятниковым), представителем Совета в городской продовольственный комитет, в члены городской продовольственной управы, в конфликтную комиссию по улаживанию конфликтов трактирных служащих со своими хозяевами, в бюро труда при Совете рабочих депутатов, членом ревизионной комиссии.
С 29 апреля 1917 года — председатель правления профсоюза печатников Рязани, с 11 января 1918 — председатель президиума Рязанского городского совета профессиональных союзов, организованного с его участием. В 1918 году по поручению партийной организации сформировал рабоче-крестьянскую милицию — комиссариат рязанской городской милиции, возглавлял его в течение 5 месяцев.
С 13 ноября 1918 года — заведующий городским отделом социального обеспечения и труда. В декабре 1918 года подготовил и провёл 1-й Рязанский губернский съезд профессиональных союзов и фабрично-заводских комитетов, на котором был избран председателем губпрофсовета. В августе 1919 года провёл 2-й губернский съезд профсоюзов (125 делегатов от 21 губернского объединения профсоюзов представляли 59 729 членов профсоюзов губернии). Был делегатом от Рязанской губернии на VIII Всероссийском съезде Советов (1920) и на X съезде РКП(б) (1921). В 1917—1921 годы был также членом Рязанского городского Совета, членом Рязанского горкома и губкома партии, губернским комиссаром по делам печати, губернским комиссаром труда; неоднократно избирался членом губисполкома.
В 1921—1924 годы работал в Москве секретарём Центрального комитета профсоюза печатников. С 1921 года — председатель треста Мосполиграф, в 1924—1929 — директор типографии № 16 Мосполиграфа, с 1930 — начальник Главного управления полиграфической промышленности Наркомата местной промышленности РСФСР.
В 1938 году вышел на пенсию. В годы Великой Отечественной войны семья Колесниковых эвакуировалась в Орск.